# جی-۱۱۵ توتور
جی-۱۱۵ توتور (به انگلیسی: Grob_G_115) یک هواگرد ملخ‌پیشین تک‌موتوره از نوع پایه آموزشی ساخت شرکت Grob Aircraft است. هواگرد جی-۱۱۵ توتور نخستین پروازش را در نوامبر ۱۹۸۵ میلادی انجام داد. این هواگرد در سال ۱۹۹۹ میلادی رسماً معرفی گردید و در سال‌های 1985–تاکنون تولید شده‌است.